# Santa Cruz (Pernambouc)
Pour les articles homonymes, voir Santa Cruz.
Santa Cruz est une municipalité brésilienne située dans l'État du Pernambouc.